# Eudokia (bysantinsk kejsarinna, 700-talet)
Eudokia, född okänt år, död efter 769, var en bysantinsk kejsarinna, gift med kejsar Konstantin V.

## Biografi
Hon ska ha varit svägerska till general Michael Melissenos och moster till patriarken Theodotos I av Konstantinopel.  
Det är okänt vilket år hon gifte sig med Konstantin.  Hans andra maka Maria tycks ha avlidit i början av år 751, och hans äldsta son med Eudokia var gammal nog att spela en huvudroll i ett kuppförsök år 780, vilket innebär att de bör ha gift sig någon gång mellan 751 och 755. Den bysantinska kyrkan ogillade starkt ett tredje äktenskap, och kan möjligen initialt ha betraktat äktenskapet som ogiltigt.  Paret hade sex barn: fem söner Christopher, Nicephorus, Nicetas, Eudoxius och Anthimus och dottern Anthusa. 
I april 769 fick Eudokia titeln kejsarinna (Augusta) av Konstantin och hennes två äldsta söner titeln Caesar, medan den tredje fick titeln nobilissimus. Ceremonin följdes av pengautdelning. Detta offentliga erkännande tyder på att äktenskapet vid den tiden blivit erkänt och accepterat. 
Eudokia ska i kontrast till Konstantin, som var ikonoklast och drev en klosterfientlig linje, liksom makens första fru ha varit ikonofil och visat stöd för kloster. Främst känd är hennes stöd för klostret St. Anthusa av Mantineon, som var känt för sitt stöd av ikoner, och som hon gav flera donationer. Hon sökte även hjälp i detta kloster under en komplicerad graviditet. 
Hennes dödsår är okänt. Det faktum att hennes dotter  Anthusa år 780 nämns som tänkbar medregent till Irene i förmyndarregeringen över Eudokias sonson indikerar att Eudokia inte längre var vid livet vid den tidpunkten, eftersom hon som änkekejsarinna och farmor till barnkejsaren annars skulle ha kommit före sin dotter som tänkbar regent. 

## Barn
- Christopher
- Nicephorus
- Nicetas
- Eudoxius
- Anthimus
- St. Anthusa, nunna (d. 801)